# Castletown (Highland)
Castletown es una localidad situada en el concejo de Highland, en Escocia (Reino Unido), con una población estimada a mediados de 2016 de 860 habitantes.
Se encuentra ubicada al norte Escocia, cerca de la ciudad de Inverness —la capital del concejo— y de la costa del mar del Norte, frente a las islas Orcadas.